# Enma (manga)
Pour les articles homonymes, voir Enma.
Enma (エンマ, Enma) est un manga écrit par Kei Tsuchiya et dessiné par Masaki Nonoya. Enma a été prépublié dans le Shōnen Rival de l'éditeur Kōdansha entre 2008 et 2010, et a été compilé en un total de 8 tomes au 29 décembre 2010.
Il est publié en version française par les éditions Kana depuis le 23 septembre 2011, et les huit tomes sont disponibles depuis janvier 2013.

## Histoire
Enma est la fille d'un des dix rois des enfers et est envoyée sur terre sur son ordre. Elle peut voyager dans le temps et dans l'espace. Elle passe ainsi de l'an 1500 de l'ère Sengoku au Japon à Londres au XXIe siècle.
Sa mission ? Exécuter Les meurtriers ! Pour cela elle a une technique unique, elle invoque Le dieu des enfers en prononçant : «Que tes os me reviennent...». Il ne reste des meurtriers que la peau et elle emporte les os avec elle. Les os qu'elle ne peut retirer symbolisent le nombre de personnes qui aimaient celui qu'elle vient de tuer.

## Manga

### Liste des volumes
| no | Japonais         | Japonais          | Français          | Français      |
| no | Date de sortie   | ISBN              | Date de sortie    | ISBN          |
| -- | ---------------- | ----------------- | ----------------- | ------------- |
| 1  | 4 août 2008      | 978-4-06-380003-6 | 23 septembre 2011 | 9782505012276 |
| 2  | 5 janvier 2009   | 978-4-06-380026-5 | 23 septembre 2011 | 9782505012276 |
| 3  | 1 mai 2009       | 978-4-06-380042-5 | 4 novembre 2011   | 9782505012603 |
| 4  | 4 septembre 2009 | 978-4-06-380067-8 | 20 janvier 2012   | 9782505013969 |
| 5  | 6 janvier 2010   | 978-4-06-380084-5 | 27 avril 2012     | 9782505014393 |
| 6  | 30 avril 2010    | 978-4-06-380107-1 | 6 juillet 2012    | 9782505014850 |
| 7  | 3 septembre 2010 | 978-4-06-380123-1 | 19 octobre 2012   | 9782505015482 |
| 8  | 29 décembre 2010 | 978-4-06-380144-6 | 4 janvier 2013    | 9782505017042 |